# Campeonato Mundial de Fórmula 1 de 2000
O Campeonato Mundial de Fórmula 1 de 2000 foi a 51ª temporada da Fórmula 1 realizada pela FIA. Teve como campeão o alemão Michael Schumacher, da Ferrari, sendo vice-campeão o finlandês Mika Hakkinen, da McLaren. Foi uma temporada de polarização plena entre Ferrari e McLaren de fora decidida pelo talento e pela estratégia de ambas as equipes. Ferrari, por um lado, contava Rubens Barrichello e Michael Schumacher, enquanto a McLaren contava com David Coulthard e Mika Hakkinen.

## Mudanças no regulamento
- Para manter abaixo dos custos, a configuração do motor V10 tornou-se totalmente obrigatória em 2000 para que os construtores de motores não desenvolvessem e experimentassem outras configurações, mas o ângulo de inclinação do motor V permaneceu variado.[1] A configuração do V10 ficou mais popular desde o banimento dos motores turbo em 1989 e nenhuma outra configuração foi usada desde 1998.
- Uma mudança no procedimento de uma corrida ser interrompida por bandeira vermelha foi introduzida onde após terem duas voltas mas antes dos três quartos da distância percorrida serem completadas, seria reiniciada com os carros alinhados no grid na ordem em que estavam no fim da penúltima volta antes da volta em que a bandeira vermelha foi mostrada. Somente a ordem da corrida e o número de voltas completadas seriam levados em consideração para o reinício da prova com as diferenças de tempo entre os carros anuladas; sendo assim, a distância da corrida reiniciada tornava-se o número de voltas restantes das corridas originais deduzido por três.[2]
- No dia 7 de setembro, a FIA anunciou que o combustível resfriado durante um Grande Prêmio seria banido "com efeito imediato".[3]
- Esta foi a última temporada completa dos carros competindo sem controle de tração, controle de largada e câmbio automático até as temporadas de 2004 e 2008 respectivamente. (Nota: o controle de tração foi reintroduzido após cinco corridas na temporada de 2001 no Grande Prêmio da Espanha).

## Relatório
A temporada começa na Austrália com uma dobradinha da Ferrari, mostrando que diferentemente dos anos anteriores (principalmente 1997, 1998 e 1999), a equipe não iniciava a temporada com a habitual distância em termos de desempenho para as Williams (1997) e para as McLaren Mercedes (1998 e 1999). Por outro lado, as McLaren tinham muita velocidade nos treinos e classificações, mas deviam muito em confiabilidade: Mika Hakkinen abandonou em Melbourne e no Brasil enquanto Coulthard abandonou no 1° grande prêmio e fora desclassificado do GP do Brasil por irregularidades em seu carro. A reação da McLaren começa em Silverstone, quarta etapa da temporada com uma vitória de Coulthard e fica mais evidente durante a 5ª etapa, realizada na Espanha com uma vitória enfática de Mika Hakkinen. Em Nürburgring, a Ferrari ainda teve fôlego graças a uma tormenta e ao talento exuberante de Schumacher sob condições adversas, mas sucumbiu ao calor em Mônaco (com uma quebra de suspensão traseira causada pelo derretimento de um de seus braços por conta do calor dos gases do escapamento). Enquanto isso, a Mercedes trabalhou a confiabilidade de seus motores e a McLaren crescia no campeonato. Tirando o Grande Prêmio do Canada, aonde as Ferrari fizeram dobradinha, na França e na Áustria, as McLaren estiveram em grande forma com Coulthard vencendo na França (depois de bela ultrapassagem sobre Michael Schumacher no grampo) e Hakkinen na Áustria. A essa altura, os carros prateados eram mais velozes e tão confiáveis quanto os vermelhos da Ferrari: Schumacher sabia que apenas seu talento e muita criatividade na hora de bolar estratégias seriam capazes de barrar o avanço das flechas de prata. O GP da Alemanha marcaria uma dobradinha das McLaren, não fosse um louco a cruzar a pista em pleno andamento da corrida e uma chuva torrencial que possibilitou a Barrichello, muito talentoso sob chuva, ficar na pista com pneus para pista seca e vencer de forma heróica seu primeiro Grande Prêmio. Como disse o narrador brasileiro Galvão Bueno na época, Barrichello fizera pontos para ele e para Schumacher, tendo em vista que as McLaren não conseguiram a vitória em mais nenhuma oportunidade. No Grande Prêmio da Hungria, sob forte calor, Michael Schumacher conseguiu uma pole nos segundos finais do treino, mostrando que a Ferrari não havia parado no tempo. No entanto, na corrida, Hakkinen fez uma super largada e se colocou a frente de todos, de onde não saiu até a bandeirada. A essa altura, Hakkinen ultrapassa Schumacher em pontos, 64 a 62, após ter tido quase 30 pontos de desvantagem no inicio da temporada. O sinal vermelho acendeu dentro da Scuderia de Maranello e o time definitivamente viu que precisaria de desenvolvimento, estratégia e sobretudo de muito trabalho para conseguir sair da fila de 21 anos para o título do mundial de pilotos. O Grande Prêmio da Bélgica, em Spa, foi mais uma prova espetacular. A pista começou úmida, mas foi secando com o decorrer da corrida. Hakkinen cometera um erro capital ainda na primeira metade da prova com a pista ainda úmida em alguns trechos, conseguiu evitar um toque no guard-rail mas perdeu a liderança que havia conquistado em relação a Michael Schumacher. O alemão assumiu a ponta e assim seguiu, mesmo depois do 1° pit-stop. Com a pista secando cada vez mais, a velocidade e equilíbrio do carro da McLaren ficavam mais evidentes, com Hakkinen tirando, consistentemente 1s por volta com relação a Schumacher. A cerca de 5 voltas para o fim da prova, com um McLaren muito mais veloz e equilibrado para pista seca, Hakkinen tenta o primeiro ataque antes da chicane Les Combes, mas tem a porta fechada por Schumacher. Na volta seguinte, a ultrapassagem mais bonita da década: Hakkinen mergulha pela linha de dentro no mesmo ponto, com Schumacher pela linha de fora e... Ricardo Zonta entre eles! Na hora da freada para a Les Combes, Hakkinen surge pelo lado direito de Zonta e Schumacher fica a ver navios sem entender nada. Hakkinen vence, ampliando em mais 4 pontos a vantagem sobre Schumacher (de 2 para 6 pontos). A essa altura, a Ferrari precisava de um resultado positivo a qualquer custo. Chegamos a Monza, terra da Ferrari: a corrida foi movimentada, com um acidente logo na 1ª volta que, infelizmente, resultou na morte de um fiscal de pista. Trulli acertou os carros de Coulthard e Barrichello, promovendo uma confusão generalizada na 2ª variante de Monza, matando um fiscal de pista. Na corrida, Hakkinen enfrentou problemas no diferencial do seu McLaren e Schumacher venceu com relativa tranquilidade em casa para a festa dos Tifosi. A sorte começava a virar para a Ferrari. Nos EUA, diante de um fraco público no novo circuito misto de Indianápolis, a Ferrari fazia dobradinha após Hakkinen ter uma quebra de motor e Coulthard sofrer uma punição por ter queimado a largada: estava praticamente garantido o título de Schumacher - pois com uma vantagem de 8 pontos sobre Hakkinen, bastava a Schumacher terminar as duas corridas restantes em segundo para garantir seu terceiro título. Em Suzuka um show de estratégia e competência da Ferrari (apesar da Pole conquistada no sábado), Mika Hakkinen pulou a frente e começou a garimpar décimos precisos com relação a Schumacher, que vinha em 2º até o primeiro pit-stop. Nada mudou, Hakkinen em 1º e Schumacher em 2º. Ambos chegam ao 2º pit-stop e Hakkinen tinha, aquela altura, uma vantagem de cerca de 5s: Schumacher ficara na pista, com tanque mais vazio, virando tempo de classificação e quando parou, tinha vantagem suficiente para retornar a frente de Hakkinen. A estratégia tinha funcionado e mesmo com a fina garoa que caiu sobre Suzuka naquele final de tarde, Schumacher ganhou e trouxe a vitória para Maranello 21 anos depois. O GP da Malásia, em clima de festa, teve Schumacher e Barrichello de peruca no pódio, que teve o "intruso" David Coulthard em 2º.
Além da polarização entre Schumacher e Hakkinen, cabe ressaltar o bom desempenho de Coulthard, inclusive com vitórias, a boa estréia de Barrichello pela Ferrari - inclusive com a heróica vitória em Hockenheim, a consistência de Ralf Schumacher na Williams BMW, com alguns podiums e uma posição sólida dentre os "outros", a estréia consistente também de Luciano Burti pela Jaguar no GP da Áustria (substituindo Irvine que sofrera uma crise de apendicite), o fraco desempenho das Jordan quando comparadas a 1998 e 1999 e a pífia performance da Prost Grand Prix, fazendo frente a Minardi (sem marcar pontos).

## Pilotos e construtores
Os três primeiros colocados da temporada de 2000:
| Campeão            | Vice-campeão     | 3º Lugar         |
|                    |                  |                  |
| Michael Schumacher | Mika Häkkinen    | David Coulthard  |
| Ferrari            | McLaren-Mercedes | McLaren-Mercedes |

| Equipe                         | Construtor         | Chassis    | Motor                                               | Pneus | No | Piloto                | Rodadas | Piloto(s) de testes             |
| ------------------------------ | ------------------ | ---------- | --------------------------------------------------- | ----- | -- | --------------------- | ------- | ------------------------------- |
| West McLaren Mercedes          | McLaren-Mercedes   | MP4/15     | Mercedes FO 110J 3.0 V10                            | B     | 1  | Mika Häkkinen         | Todas   | Olivier Panis                   |
| West McLaren Mercedes          | McLaren-Mercedes   | MP4/15     | Mercedes FO 110J 3.0 V10                            | B     | 2  | David Coulthard       | Todas   | Olivier Panis                   |
| Scuderia Ferrari Marlboro      | Ferrari            | F1-2000    | Ferrari 049 3.0 V10                                 | B     | 3  | Michael Schumacher    | Todas   | Luca Badoer                     |
| Scuderia Ferrari Marlboro      | Ferrari            | F1-2000    | Ferrari 049 3.0 V10                                 | B     | 4  | Rubens Barrichello    | Todas   | Luca Badoer                     |
| Benson & Hedges Jordan         | Jordan-Mugen-Honda | EJ10 EJ10B | Mugen-Honda MF-301 HE 3.0 V10                       | B     | 5  | Heinz-Harald Frentzen | Todas   | Tomáš Enge                      |
| Benson & Hedges Jordan         | Jordan-Mugen-Honda | EJ10 EJ10B | Mugen-Honda MF-301 HE 3.0 V10                       | B     | 6  | Jarno Trulli          | Todas   | Tomáš Enge                      |
| Jaguar Racing                  | Jaguar-Cosworth    | R1         | Cosworth CR-2 3.0 V10                               | B     | 7  | Eddie Irvine          | Todas   | Luciano Burti                   |
| Jaguar Racing                  | Jaguar-Cosworth    | R1         | Cosworth CR-2 3.0 V10                               | B     | 7  | Luciano Burti         | 10      | Luciano Burti                   |
| Jaguar Racing                  | Jaguar-Cosworth    | R1         | Cosworth CR-2 3.0 V10                               | B     | 8  | Johnny Herbert        | Todas   | Luciano Burti                   |
| BMW Williams F1 Team           | Williams-BMW       | FW22       | BMW E41 3.0 V10                                     | B     | 9  | Ralf Schumacher       | Todas   | Bruno Junqueira Jörg Müller     |
| BMW Williams F1 Team           | Williams-BMW       | FW22       | BMW E41 3.0 V10                                     | B     | 10 | Jenson Button         | Todas   | Bruno Junqueira Jörg Müller     |
| Mild Seven Benetton Playlife   | Benetton-Playlife  | B200       | Playlife (Renault rebatizados) FB02 3.0 V101        | B     | 11 | Giancarlo Fisichella  | Todas   | Hidetoshi Mitsusada             |
| Mild Seven Benetton Playlife   | Benetton-Playlife  | B200       | Playlife (Renault rebatizados) FB02 3.0 V101        | B     | 12 | Alexander Wurz        | Todas   | Hidetoshi Mitsusada             |
| Gauloises Prost Peugeot        | Prost-Peugeot      | AP03       | Peugeot A20 3.0 V10                                 | B     | 14 | Jean Alesi            | Todas   | Stéphane Sarrazin               |
| Gauloises Prost Peugeot        | Prost-Peugeot      | AP03       | Peugeot A20 3.0 V10                                 | B     | 15 | Nick Heidfeld         | Todas   | Stéphane Sarrazin               |
| Red Bull Sauber Petronas       | Sauber-Petronas    | C19        | Petronas (Ferrari 048 rebatizados) SPE 04A 3.0 V102 | B     | 16 | Pedro Paulo Diniz     | Todas   | Kimi Räikkönen Enrique Bernoldi |
| Red Bull Sauber Petronas       | Sauber-Petronas    | C19        | Petronas (Ferrari 048 rebatizados) SPE 04A 3.0 V102 | B     | 17 | Mika Salo             | Todas   | Kimi Räikkönen Enrique Bernoldi |
| Arrows F1 Team                 | Arrows-Supertec    | A21        | Supertec (Renault rebatizados) FB02 3.0 V10         | B     | 18 | Pedro de la Rosa      | Todas   | Mark Webber                     |
| Arrows F1 Team                 | Arrows-Supertec    | A21        | Supertec (Renault rebatizados) FB02 3.0 V10         | B     | 19 | Jos Verstappen        | Todas   | Mark Webber                     |
| Telefónica Minardi Fondmetal   | Minardi-Fondmetal  | M02        | Fondmetal (Ford Zetec-R rebatizados) 3.0 V103       | B     | 20 | Marc Gené             | Todas   | Fernando Alonso                 |
| Telefónica Minardi Fondmetal   | Minardi-Fondmetal  | M02        | Fondmetal (Ford Zetec-R rebatizados) 3.0 V103       | B     | 21 | Gaston Mazzacane      | Todas   | Fernando Alonso                 |
| Lucky Strike Reynard BAR Honda | BAR-Honda          | 002        | Honda RA000E 3.0 V10                                | B     | 22 | Jacques Villeneuve    | Todas   | Darren Manning                  |
| Lucky Strike Reynard BAR Honda | BAR-Honda          | 002        | Honda RA000E 3.0 V10                                | B     | 23 | Ricardo Zonta         | Todas   | Darren Manning                  |

↑1  Motor Supertec renomeado de Playlife.
↑2  Motor Ferrari renomeado de Petronas.
↑3  Motor Ford renomeado de Fondmental utilizado pela Stewart em 1998.

## Calendário
| Prova | Grande Prêmio      | Data           | Local             |
| ----- | ------------------ | -------------- | ----------------- |
| 1     | GP da Austrália    | 12 de Março    | Melbourne         |
| 2     | GP do Brasil       | 26 de Março    | Interlagos        |
| 3     | GP de San Marino   | 9 de Abril     | Imola             |
| 4     | GP da Grã-Bretanha | 23 de Abril    | Silverstone       |
| 5     | GP da Espanha      | 7 de Maio      | Catalunya         |
| 6     | GP da Europa       | 21 de Maio     | Nürburgring       |
| 7     | GP de Mônaco       | 4 de Junho     | Monaco            |
| 8     | GP do Canadá       | 18 de Junho    | Montreal          |
| 9     | GP da França       | 2 de Julho     | Magny-Cours       |
| 10    | GP da Áustria      | 16 de Julho    | A1-Ring           |
| 11    | GP da Alemanha     | 30 de Julho    | Hockenheimring    |
| 12    | GP da Hungria      | 13 de Agosto   | Hungaroring       |
| 13    | GP da Bélgica      | 27 de Agosto   | Spa-Francorchamps |
| 14    | GP da Itália       | 10 de Setembro | Monza             |
| 15    | GP dos EUA         | 24 de Setembro | Indianapolis      |
| 16    | GP do Japão        | 8 de Outubro   | Suzuka            |
| 17    | GP da Malásia      | 22 de Outubro  | Sepang            |

## Resultados

### Grandes Prêmios
| GP | Grande Prêmio      | Pole Position      | Volta mais rápida  | Vencedor           | Equipe           | Descrição |
| -- | ------------------ | ------------------ | ------------------ | ------------------ | ---------------- | --------- |
| 1  | GP da Austrália    | Mika Häkkinen      | Rubens Barrichello | Michael Schumacher | Ferrari          | Detalhes  |
| 2  | GP do Brasil       | Mika Häkkinen      | Michael Schumacher | Michael Schumacher | Ferrari          | Detalhes  |
| 3  | GP de San Marino   | Mika Häkkinen      | Mika Häkkinen      | Michael Schumacher | Ferrari          | Detalhes  |
| 4  | GP da Grã-Bretanha | Rubens Barrichello | Mika Häkkinen      | David Coulthard    | McLaren-Mercedes | Detalhes  |
| 5  | GP da Espanha      | Michael Schumacher | Mika Häkkinen      | Mika Häkkinen      | McLaren-Mercedes | Detalhes  |
| 6  | GP da Europa       | David Coulthard    | Michael Schumacher | Michael Schumacher | Ferrari          | Detalhes  |
| 7  | GP de Mônaco       | Michael Schumacher | Mika Häkkinen      | David Coulthard    | McLaren-Mercedes | Detalhes  |
| 8  | GP do Canadá       | Michael Schumacher | Mika Häkkinen      | Michael Schumacher | Ferrari          | Detalhes  |
| 9  | GP da França       | Michael Schumacher | David Coulthard    | David Coulthard    | McLaren-Mercedes | Detalhes  |
| 10 | GP da Áustria      | Mika Häkkinen      | David Coulthard    | Mika Häkkinen      | McLaren-Mercedes | Detalhes  |
| 11 | GP da Alemanha     | David Coulthard    | Rubens Barrichello | Rubens Barrichello | Ferrari          | Detalhes  |
| 12 | GP da Hungria      | Michael Schumacher | Mika Häkkinen      | Mika Häkkinen      | McLaren-Mercedes | Detalhes  |
| 13 | GP da Bélgica      | Mika Häkkinen      | Rubens Barrichello | Mika Häkkinen      | McLaren-Mercedes | Detalhes  |
| 14 | GP da Itália       | Michael Schumacher | Mika Häkkinen      | Michael Schumacher | Ferrari          | Detalhes  |
| 15 | GP dos EUA         | Michael Schumacher | David Coulthard    | Michael Schumacher | Ferrari          | Detalhes  |
| 16 | GP do Japão        | Michael Schumacher | Mika Häkkinen      | Michael Schumacher | Ferrari          | Detalhes  |
| 17 | GP da Malásia      | Michael Schumacher | Mika Häkkinen      | Michael Schumacher | Ferrari          | Detalhes  |

### Classificação dos pilotos
| Pos | Piloto                | AUS | BRA | SMR | GBR | ESP | EUR | MON | CAN | FRA | AUT | GER | HUN | BEL | ITA | USA | JPN | MAL | Pontos |
| --- | --------------------- | --- | --- | --- | --- | --- | --- | --- | --- | --- | --- | --- | --- | --- | --- | --- | --- | --- | ------ |
| 1   | Michael Schumacher    | 1   | 1   | 1   | 3   | 5   | 1   | Ret | 1   | Ret | Ret | Ret | 2   | 2   | 1   | 1   | 1   | 1   | 108    |
| 2   | Mika Häkkinen         | Ret | Ret | 2   | 2   | 1   | 2   | 6   | 4   | 2   | 1   | 2   | 1   | 1   | 2   | Ret | 2   | 4   | 89     |
| 3   | David Coulthard       | Ret | DSQ | 3   | 1   | 2   | 3   | 1   | 7   | 1   | 2   | 3   | 3   | 4   | Ret | 5   | 3   | 2   | 73     |
| 4   | Rubens Barrichello    | 2   | Ret | 4   | Ret | 3   | 4   | 2   | 2   | 3   | 3   | 1   | 4   | Ret | Ret | 2   | 4   | 3   | 62     |
| 5   | Ralf Schumacher       | 3   | 5   | Ret | 4   | 4   | Ret | Ret | 14† | 5   | Ret | 7   | 5   | 3   | 3   | Ret | Ret | Ret | 24     |
| 6   | Giancarlo Fisichella  | 5   | 2   | 11  | 7   | 9   | 5   | 3   | 3   | 9   | Ret | Ret | Ret | Ret | 11  | Ret | 14  | 9   | 18     |
| 7   | Jacques Villeneuve    | 4   | Ret | 5   | 16† | Ret | Ret | 7   | 15† | 4   | 4   | 8   | 12  | 7   | Ret | 4   | 6   | 5   | 17     |
| 8   | Jenson Button         | Ret | 6   | Ret | 5   | 17† | 10  | Ret | 11  | 8   | 5   | 4   | 9   | 5   | Ret | Ret | 5   | Ret | 12     |
| 9   | Heinz-Harald Frentzen | Ret | 3   | Ret | 17† | 6   | Ret | 10† | Ret | 7   | Ret | Ret | 6   | 6   | Ret | 3   | Ret | Ret | 11     |
| 10  | Jarno Trulli          | Ret | 4   | 15† | 6   | 12  | Ret | Ret | 6   | 6   | Ret | 9   | 7   | Ret | Ret | Ret | 13  | 12  | 6      |
| 11  | Mika Salo             | DSQ | NL  | 6   | 8   | 7   | Ret | 5   | Ret | 10  | 6   | 5   | 10  | 9   | 7   | Ret | 10  | 8   | 6      |
| 12  | Jos Verstappen        | Ret | 7   | 14  | Ret | Ret | Ret | Ret | 5   | Ret | Ret | Ret | 13  | 15  | 4   | Ret | Ret | 10  | 5      |
| 13  | Eddie Irvine          | Ret | Ret | 7   | 13  | 11  | Ret | 4   | 13  | 13  | Les | 10  | 8   | 10  | Ret | 7   | 8   | 6   | 4      |
| 14  | Ricardo Zonta         | 6   | 9   | 12  | Ret | 8   | Ret | Ret | 8   | Ret | Ret | Ret | 14  | 12  | 6   | 6   | 9   | Ret | 3      |
| 15  | Alexander Wurz        | 7   | Ret | 9   | 9   | 10  | 12† | Ret | 9   | Ret | 10  | Ret | 11  | 13  | 5   | 10  | Ret | 7   | 2      |
| 16  | Pedro de la Rosa      | Ret | 8   | Ret | Ret | Ret | 6   | Ret | Ret | Ret | Ret | 6   | 16  | 16  | Ret | Ret | 12  | Ret | 2      |
| 17  | Johnny Herbert        | Ret | Ret | 10  | 12  | 13  | 11† | 9   | Ret | Ret | 7   | Ret | Ret | 8   | Ret | 11  | 7   | Ret | 0      |
| 18  | Pedro Paulo Diniz     | Ret | NL  | 8   | 11  | Ret | 7   | Ret | 10  | 11  | 9   | Ret | Ret | 11  | 8   | 8   | 11  | Ret | 0      |
| 19  | Marc Gené             | 8   | Ret | Ret | 14  | 14  | Ret | Ret | 16† | 15  | 8   | Ret | 15  | 14  | 9   | 12  | Ret | Ret | 0      |
| 20  | Nick Heidfeld         | 9   | Ret | Ret | Ret | 16  | EX  | 8   | Ret | 12† | Ret | Ret | Ret | Ret | Ret | 9   | Ret | Ret | 0      |
| 21  | Gaston Mazzacane      | Ret | 10  | 13  | 15  | 15  | 8   | Ret | 12  | Ret | 12  | 11  | Ret | 17  | 10  | Ret | 15  | 13† | 0      |
| 22  | Jean Alesi            | Ret | Ret | Ret | 10  | Ret | 9   | Ret | Ret | 14  | Ret | Ret | Ret | Ret | 12  | Ret | Ret | 11  | 0      |
| 23  | Luciano Burti         |     |     |     |     |     |     |     |     |     | 11  |     |     |     |     |     |     |     | 0      |
| Pos | Piloto                | AUS | BRA | SMR | GBR | ESP | EUR | MON | CAN | FRA | AUT | GER | HUN | BEL | ITA | USA | JPN | MAL | Pontos |

| Cor        | Resultado             |
| ---------- | --------------------- |
| Ouro       | Vencedor              |
| Prata      | 2.º lugar             |
| Bronze     | 3.º lugar             |
| Verde      | Terminou, nos pontos  |
| Azul       | Terminou, sem pontos  |
| Púrpura    | Ret – Retirou-se      |
| Vermelho   | NQ – Não qualificado  |
| Preto      | DSQ – Desqualificado  |
| Branco     | NL – Não largou       |
| Branco     | C – Corrida cancelada |
| Azul claro | AT – Apenas Treino    |
| Sem cor    | NP – Não participou   |
| Sem cor    | Les – Lesionado       |
| Sem cor    | EX – Excluído         |

- Em negrito indica pole position e itálico volta mais rápida.

### Pilotos
| Pos | Piloto                | Construtor(es)     | Corridas | Vitórias | Pódiuns | Poles | V.rápidas | Pontos |
| --- | --------------------- | ------------------ | -------- | -------- | ------- | ----- | --------- | ------ |
| 1   | Michael Schumacher    | Ferrari            | 17       | 9        | 12      | 9     | 2         | 108    |
| 2   | Mika Häkkinen         | McLaren-Mercedes   | 17       | 4        | 11      | 5     | 9         | 89     |
| 3   | David Coulthard       | McLaren-Mercedes   | 17       | 3        | 11      | 2     | 3         | 73     |
| 4   | Rubens Barrichello    | Ferrari            | 17       | 1        | 9       | 1     | 3         | 62     |
| 5   | Ralf Schumacher       | Williams-BMW       | 17       | 0        | 3       | 0     | 0         | 24     |
| 6   | Giancarlo Fisichella  | Benetton-Playlife  | 17       | 0        | 3       | 0     | 0         | 18     |
| 7   | Jacques Villeneuve    | BAR-Honda          | 17       | 0        | 0       | 0     | 0         | 17     |
| 8   | Jenson Button         | Williams-BMW       | 17       | 0        | 0       | 0     | 0         | 12     |
| 9   | Heinz-Harald Frentzen | Jordan-Mugen-Honda | 17       | 0        | 2       | 0     | 0         | 11     |
| 10  | Jarno Trulli          | Jordan-Mugen-Honda | 17       | 0        | 0       | 0     | 0         | 6      |
| 11  | Mika Salo             | Sauber-Petronas    | 16       | 0        | 0       | 0     | 0         | 6      |
| 12  | Jos Verstappen        | Arrows-Supertec    | 17       | 0        | 0       | 0     | 0         | 5      |
| 13  | Eddie Irvine          | Jaguar-Cosworth    | 16       | 0        | 0       | 0     | 0         | 4      |
| 14  | Ricardo Zonta         | BAR-Honda          | 17       | 0        | 0       | 0     | 0         | 3      |
| 15  | Alexander Wurz        | Benetton-Playlife  | 17       | 0        | 0       | 0     | 0         | 2      |
| 16  | Pedro de la Rosa      | Arrows-Supertec    | 17       | 0        | 0       | 0     | 0         | 2      |
| 17  | Johnny Herbert        | Jaguar-Cosworth    | 17       | 0        | 0       | 0     | 0         | 0      |
| 18  | Pedro Paulo Diniz     | Sauber-Petronas    | 16       | 0        | 0       | 0     | 0         | 0      |
| 19  | Marc Gené             | Minardi-Fondmetal  | 17       | 0        | 0       | 0     | 0         | 0      |
| 20  | Nick Heidfeld         | Prost-Peugeot      | 16       | 0        | 0       | 0     | 0         | 0      |
| 21  | Gaston Mazzacane      | Minardi-Fondmetal  | 17       | 0        | 0       | 0     | 0         | 0      |
| 22  | Jean Alesi            | Prost-Peugeot      | 17       |          | 0       | 0     | 0         | 0      |
| 23  | Luciano Burti         | Jaguar-Cosworth    | 1        | 0        | 0       | 0     | 0         | 0      |